# Рольф, Гай
Гай Рольф (англ. Guy Rolfe; 17 декабря 1911, Килберн, Лондон, Англия — 19 октября 2003, Ипсуич, Саффолк) — британский и американский характерный актёр.

## Карьера
В 1950 году должен был сыграть майора британской армии Джорджа Тэмплтона в фильме «Трио» (англ. Trio), однако заболел туберкулёзом и роль отошла Майклу Ренни. Примечательно, что Тэмплтон по сюжету имел ту же болезнь.
В 1961 Гай Рольф получил главную роль в фильме ужасов Уильяма Касла «Мистер Сардоникус».
Наиболее известная поздняя роль Рольфа — Андре Тулон в серии хорроров «Повелитель кукол» (начиная с третьего фильма). До этого он играл похожую роль в фильме Стюарта Гордона «Куклы». Гордон был впечатлён игрой Гая Рольфа в фильме «Мистер Сардоникус» и положительно отзывался об актёре.

## Фильмография
| Год  |   | Русское название                    | Оригинальное название               | Роль                        |
| ---- | - | ----------------------------------- | ----------------------------------- | --------------------------- |
| 1947 | ф | Выбывший из игры                    | Odd Man Out                         | полицейский у дома Кэтлин   |
| 1952 | ф | Айвенго                             | Ivanhoe                             | английский принц Джон       |
| 1953 | ф | Малышка Бесс                        | Young Bess                          | Эдвард «Нед» Сеймур         |
| 1959 | ф | Душители из Бомбея                  | The Stranglers of Bombay            | капитан Гарри Льюис         |
| 1961 | ф | Мистер Сардоникус                   | Mr. Sardonicus                      | барон Сардоникус            |
| 1961 | ф | Царь царей                          | King of Kings                       | Каиафа                      |
| 1961 | ф | Белоснежка и три балбеса            | Snow White and the Three Stooges    | граф Ога                    |
| 1964 | ф | Падение Римской империи             | The Fall of the Roman Empire        | Мариус (в титрах не указан) |
| 1969 | с | Мстители                            | The Avengers                        | Трэверс                     |
| 1971 | ф | Николай и Александра                | Nicholas and Alexandra              | доктор Фёдоров              |
| 1979 | ф | Кровная связь                       | Bloodline                           | Тод Майклс                  |
| 1985 | ф | Невеста                             | The Bride                           | граф                        |
| 1987 | ф | Куклы                               | Dolls                               | Габриэль Хартвик            |
| 1991 | ф | Повелитель кукол 3: Месть Тулона    | Puppet Master III: Toulon's Revenge | Андре Тулон                 |
| 1993 | ф | Повелитель кукол 4                  | Puppet Master 4                     | Андре Тулон                 |
| 1994 | ф | Повелитель кукол 5: Последняя глава | Puppet Master 5: The Final Chapter  | Андре Тулон                 |
| 1999 | ф | Повелитель кукол 7: Ретро           | Retro Puppet Master                 | Андре Тулон                 |